# Echymipera kalubu
El bandicut híspido o bandicut espinoso (Echymipera kalubu), es una especie de peramélido. Es un mamífero marsupial propio de la zona de Nueva Guinea. Sus hábitos alimenticios son omnívoros. Es una especie con actividad nocturna.

## Descripción
Su cuerpo mide entre 30 a 40 cm de largo, la cola mide unos 5 a 12 cm adicionales. Su peso es de 600 a 2000 gr.
Su hocico es puntiagudo y especialmente alargado. El dorso es de un color rojizo-amarronado, y posee intercalados pelos puntiagudos color rojizo y pelos negros. Su cola casi no posee pelo.

## Distribución y hábitat
El bandicut híspido es nativo de Nueva Guinea e islas adyacentes, incluidas el archipiélago de Bismarck, las islas de la bahía de Geelvink y las islas de Papúa Occidental. Habita en bosques en elevaciones hasta los 2000 m s. n. m.

## Comportamiento
Las hembras son muy fértiles, llegando a tener una cría cada 120 días. Por lo general, hay de una a tres crías en la bolsa de la hembra.